# Weniamin Petrowitsch Semjonow-Tjan-Schanski
Weniamin Petrowitsch Semjonow-Tjan-Schanski (russisch Вениамин Петрович Семёнов-Тян-Шанский, wiss. Transliteration Veniamin Petrovič Semënov-Tjan-Šanskij; geb. 27. März (8. April) 1870; gest. 10. Februar 1942) war ein russischer Bevölkerungsgeograph und -kartograph. Er wurde in der Familie des Geographen, Forschers und stellvertretenden Vorsitzenden der Russischen Geographischen Gesellschaft Pjotr Petrowitsch Semjonow-Tjan-Schanski geboren. Er war Autor und Herausgeber zahlreicher Werke über Geographie. 
Weniamin Semjonow-Tjan-Schanski war Direktor des Zentralen Geographischen Museums (seit 1919), Professor an der Leningrader Universität (seit 1925), Mitglied des Rates der Russischen Geographischen Gesellschaft (1931–1942). Seine herausragenden Verdienste wurden durch die Ernennung zum Ehrenmitglied der Geographischen Gesellschaft gewürdigt.